# Aenictus punensis
Aenictus punensis é uma espécie de formiga do gênero Aenictus.